# Aurelio Bonelli
Aurelio Bonelli (c.1569 – c.1620) foi um compositor, organista e pintor italiano. Nascido em Bolonha, praticamente nada se sabe acerca dele salvo que foi estudante do pintor Agostino Carraccis. Após Adriano Banchieri se mudar para Imola em 1601, Bonelli tomo o seu posto como organista em San Michele in Bosco.
Até 1600, sabe-se que Bonelli foi organista em Milão. Também em 1620 foi organista de San Giovanni in Monte, Bolonha.
Bonelli publicou pelo menos um volume de villanelles a três partes (Veneza, 1596), um livro de missas e motetes, e o seu Il Primo Libro de Ricercari et canzoni a quattro voci con due toccate e doi dialoghi a otto. Este último foi publicado em Veneza por Angelo Gardano em 1602 e é uma coleção de ricercares, canzones, tocatas e madrigais a oito vozes (dialoghi).